# República Dominicana en los Juegos Paralímpicos de Londres 2012
La República Dominicana estuvo representada en los Juegos Paralímpicos de Londres 2012 por dos deportistas masculinos. El equipo paralímpico dominicano no obtuvo ninguna medalla en estos Juegos.